# Rosignano Marittimo
Rosignano Marittimo ist eine italienische Gemeinde der Provinz Livorno mit 30.033 Einwohnern (Stand 31. Dezember 2023) in der Region Toskana.

## Geographie
Rosignano Marittimo liegt etwa 27 km südlich der Stadt Livorno an der Küste des Ligurischen Meeres und grenzt im Süden an Cecina. Die Gemeinde besteht aus den Ortsteilen Rosignano Marittimo, Rosignano Solvay, Castiglioncello, Vada, Castelnuovo della Misericordia, Gabbro und Nibbiaia. Vor allem Castiglioncello und Vada sind beliebte Ferienorte.

## Ortsteile

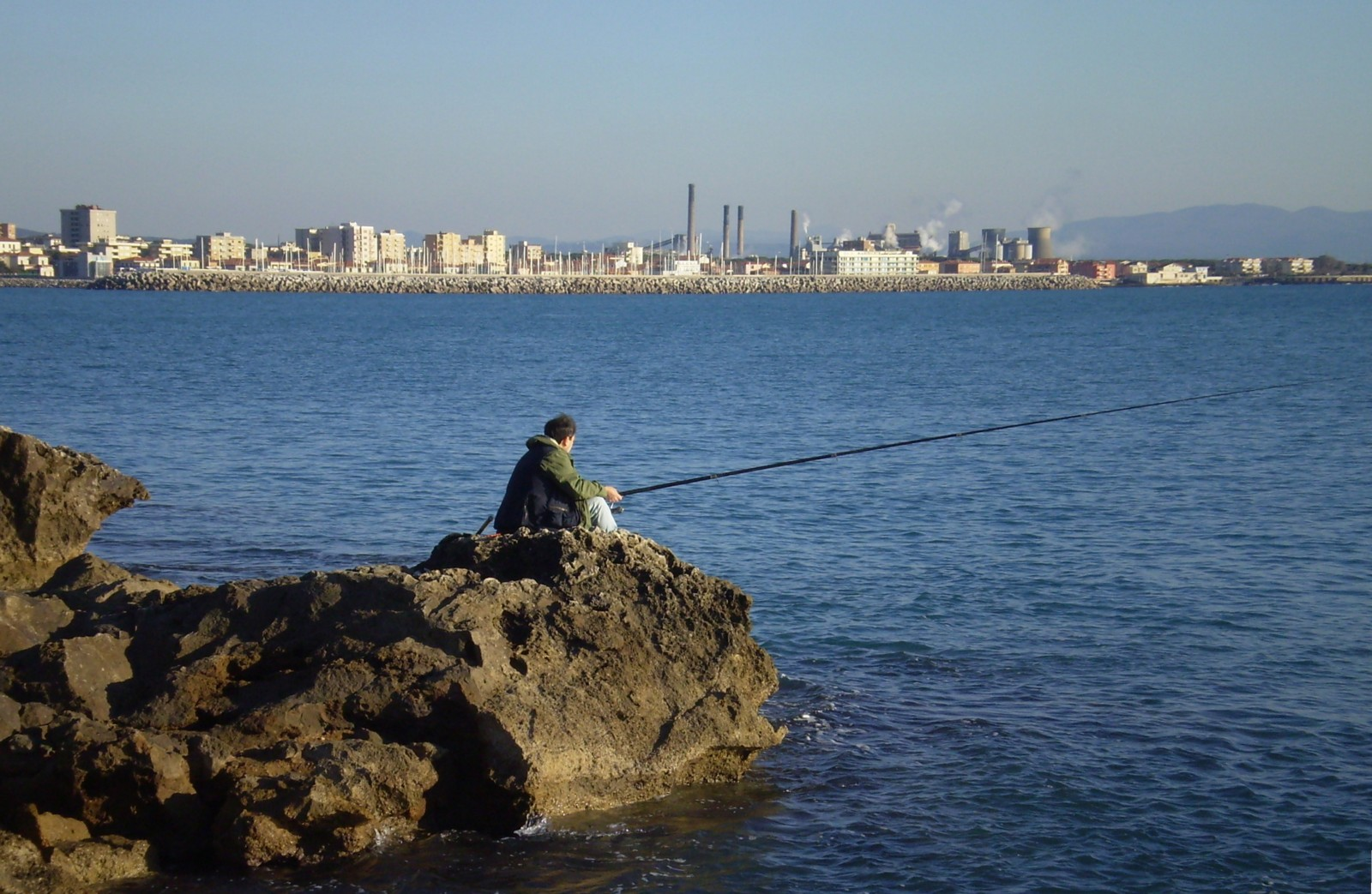
Blick von Castiglioncello auf Rosignano Solvay

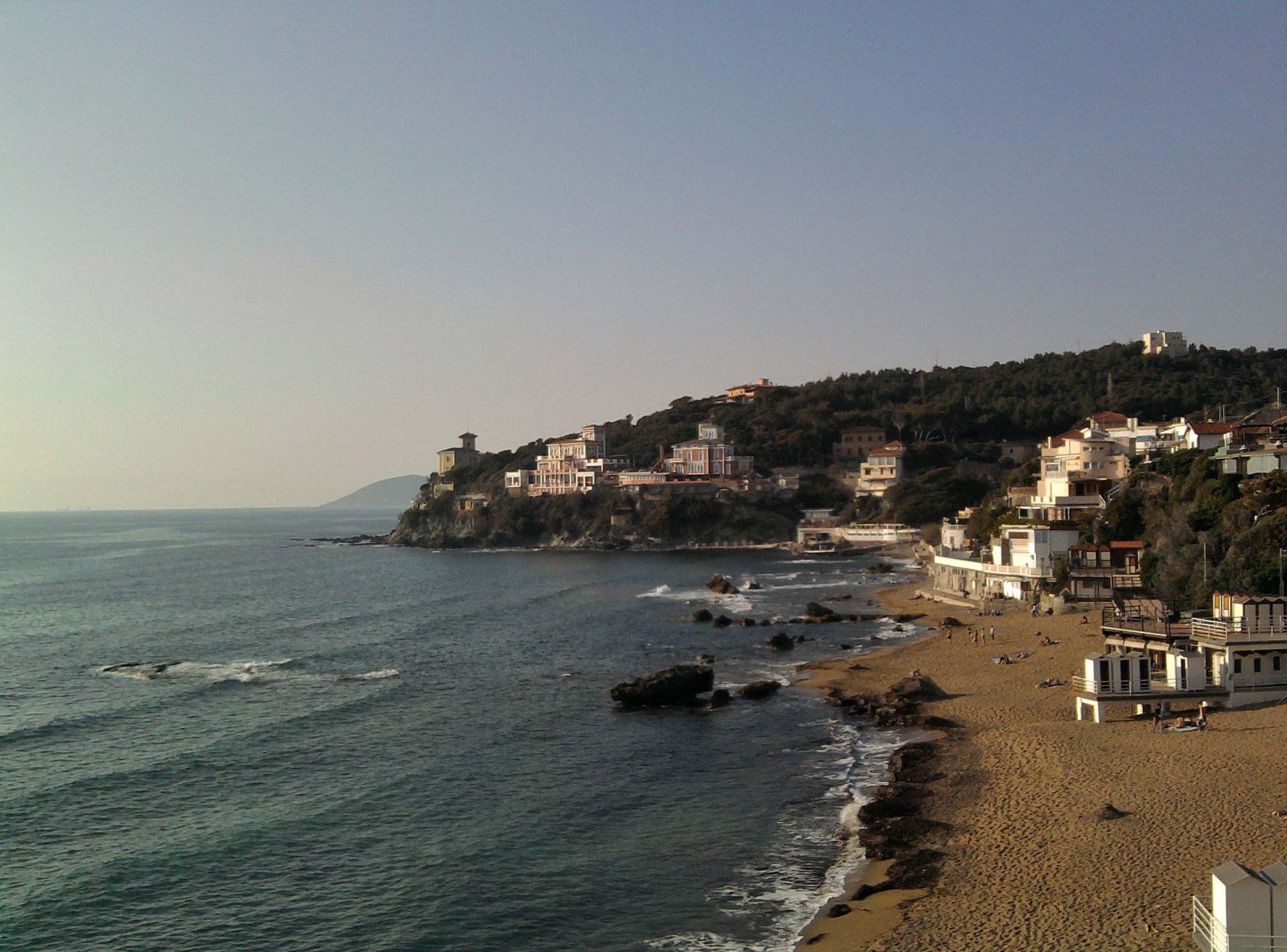
Castiglioncello

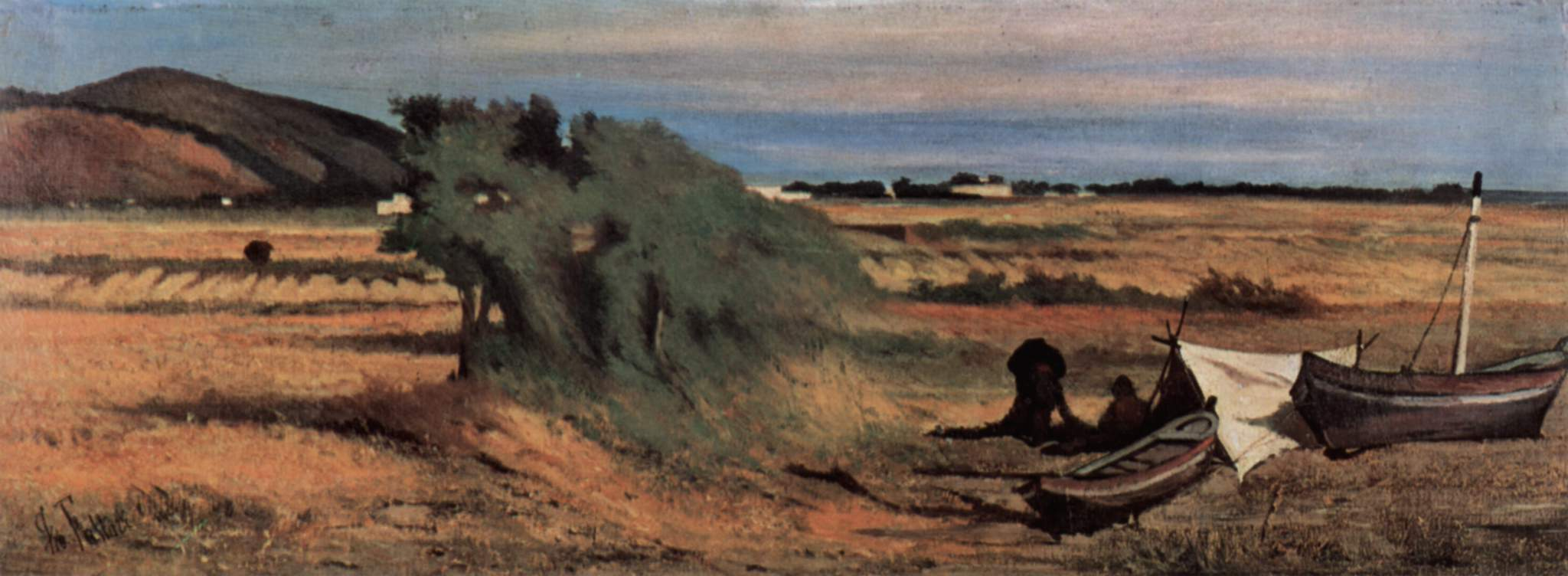
Giovanni Fattori, Netzflicker in Castiglioncello

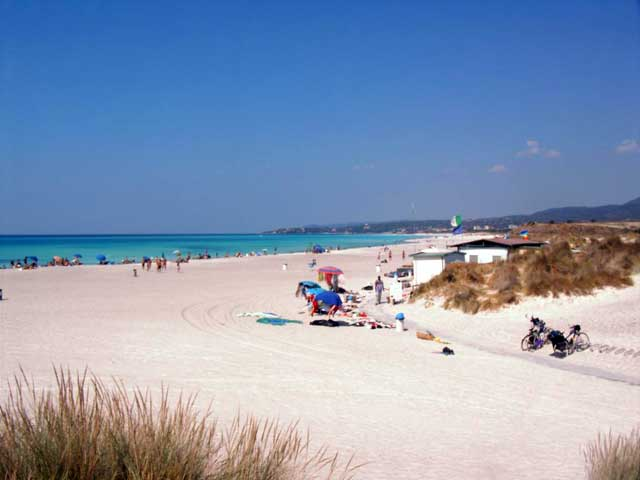
Strand bei Vada

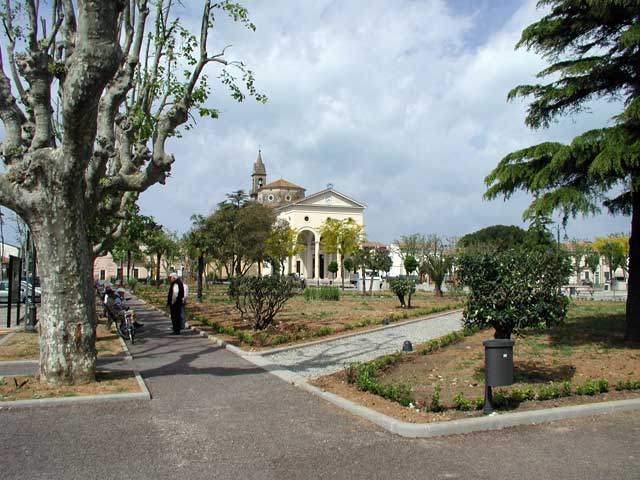
Kirche San Leopoldo, Vada

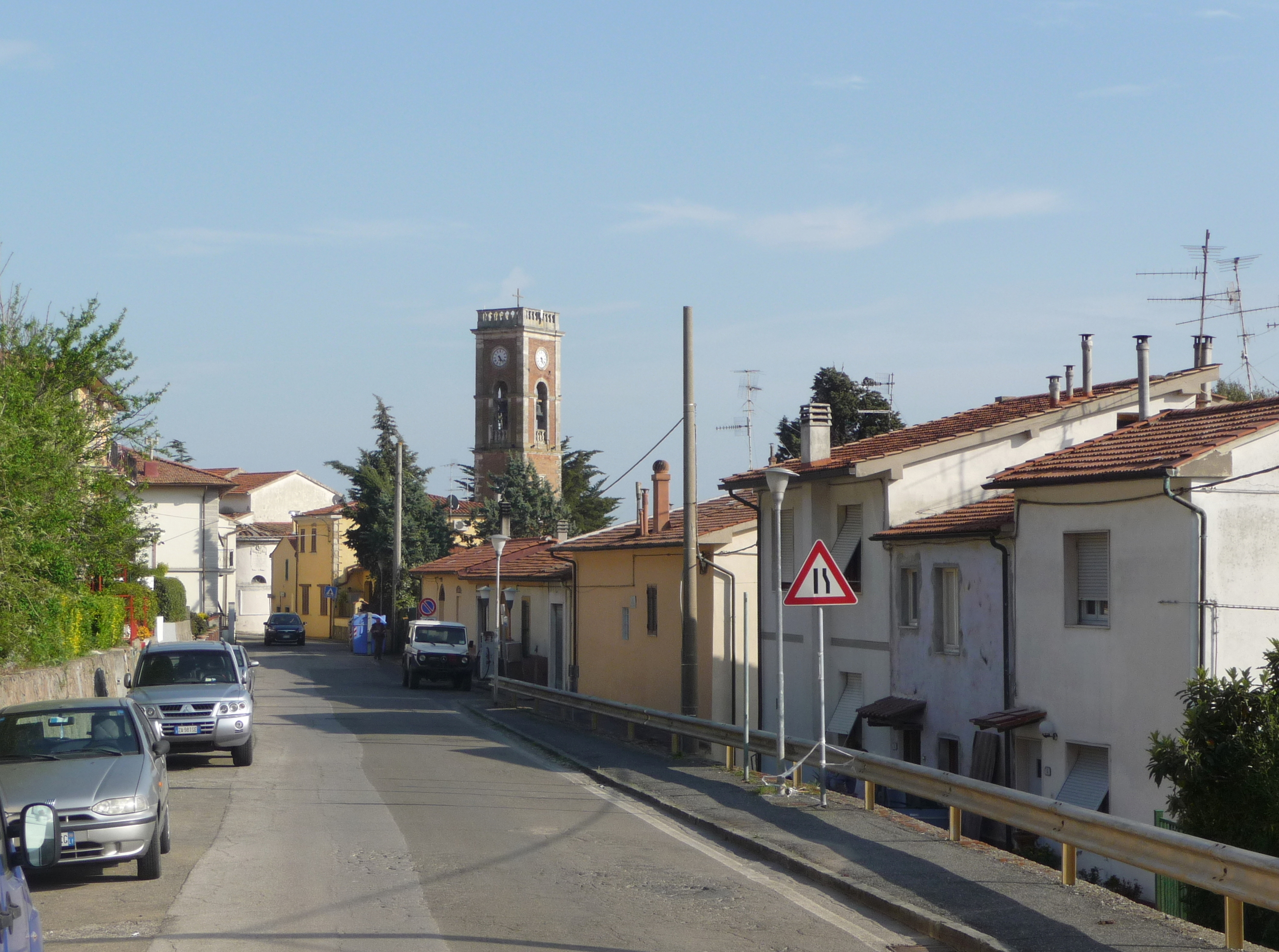
Gabbro

### Rosignano Marittimo
Verwaltungssitz der Gemeinde ist die mittelalterliche Kleinstadt Rosignano Marittimo. Sie liegt etwa 5 km vom Meer entfernt auf einem Hügel. Der Name Rosignano geht auf eine römische Familie der Gegend zurück (gens Rasinia), während der Zusatz Marittimo 1862 angefügt wurde, um den Ort von Rosignano Monferrato zu unterscheiden. Die Siedlung ist in langobardischer Zeit (762) zum ersten Mal bezeugt, kam im 10. Jh. zur Markgrafschaft Toskana und danach unter Herrschaft Pisas. Ab 1406 gehörte der Ort zum Herrschaftsbereich von Florenz.

#### Sehenswürdigkeiten
- Castello di Rosignano – Die schon im Mittelalter strategisch wichtige Burg wurde nach Zerstörungen in Kriegen zwischen Pisa und Florenz im Jahre 1562 unter Cosimo I. de’ Medici wieder aufgebaut, um Raubzüge der Korsaren abzuwehren. Zwei runde Türme dieser Befestigungsanlage sind erhalten. Andere zur Burg gehörende Gebäude sind:
- Pfarrkirche SS. Ilario e Giovanni Battista, ursprünglich romanisch, 1704 umgebaut
- Palazzo Bombardieri, Sitz des Archäologischen Museums (Zeugnisse der Villanovakultur, etruskisch-römische und mittelalterliche Funde)
- Museo Pietro Gori – Museum mit Erinnerungen an den Anarchisten Pietro Gori (1865–1911)

### Rosignano Solvay
Der an der Küste liegende Ortsteil Rosignano Solvay erhielt seinen Namen durch eine 1914 errichtete Sodafabrik des Unternehmens Solvay. Der Standort wurde gewählt, da die zur Produktion nötigen Ausgangsmaterialien wie Kalk und Salz reichlich vorhanden waren. Um die Fabrik wurde für die Arbeiter eine Gartenstadt nach englischem Vorbild angelegt. Trotz der Industrieansiedlungen ist Rosignano Solvay ein beliebtes Seebad.

### Castiglioncello
Castiglioncello ist ein eleganter Ferienort mit vielen Hotels, Badeanstalten und einem schönen Pinienwald. Er liegt an einem kleinen Vorgebirge an den Ausläufern der Hügelkette Colli Livornesi.
Castiglioncello geht auf eine etruskische Gründung im Einflussbereich von Volterra zurück. Der Ort war jahrhundertelang ein kleines Fischerdorf. Mitte des 19. Jahrhunderts wählte der italienische Kunstkritiker Diego Martelli Castiglioncello aufgrund seiner Schönheit und des milden Klimas als Sommersitz. Mit ihm etablierte sich hier eine Künstlerszene um die Maler der Macchiaioli (Schule von Castiglioncello), die den Ort oft als Motiv wählten. In den 1960er Jahren wurde Castiglioncello vor allem von Filmleuten aus Rom wie Marcello Mastroianni und Alberto Sordi besucht. Der Film Verliebt in scharfe Kurven mit Vittorio Gassman und Jean-Louis Trintignant wurde 1962 in Castiglioncello gedreht. Heute ist das Seebad weniger mondän und konzentriert sich mehr auf Familienurlaub. Es ist jedoch ein kulturelles Zentrum geblieben und bietet im Sommer viele kulturelle Veranstaltungen (Theater, Tanzfestival im Castello Pasquini).

#### Sehenswürdigkeiten
- Medici-Turm, eine Befestigungsanlage gegen Piratenangriffe (16. Jahrhundert)
- Castello Pasquini – Schlossartige Villa aus dem 19. Jahrhundert, heute Veranstaltungs- und Kongresszentrum und Sitz einer Sprachschule
- Chiesa di S. Andrea – Kirche aus dem Jahre 1621

### Vada
Vada ist ein bekannter Badeort mit mehreren großen Campingplätzen. Er besitzt einen 5 km langen Sandstrand, der direkt an einen Pinienwald grenzt. Vada befindet sich wie Cecina in einer fruchtbaren Ebene, die intensiv landwirtschaftlich genutzt wird.
Vada war in der Antike der Hafen der Stadt Volterra (Vada Volterrana). Im Mittelalter breitete sich in den Sümpfen der Maremma die Malaria aus und der Ort blieb bis ins 19. Jahrhundert fast unbewohnt. Wie Cecina wurde auch Vada auf Betreiben des Großherzogs Leopold II. gegründet, um dem trockengelegten und neu aufgeteilten Gebiet ein Zentrum zu geben.

#### Sehenswürdigkeiten
- Archäologische Ausgrabungen bei San Gaetano, in der Nähe des antiken Hafens von Vada Volterrana (Thermen und Nekropole aus dem 3. – 2. Jh. v. Chr.)
- Torre di Vada, wie Forte di Bibbona ursprünglich Pisanische Festungsanlage und Leuchtturm (13. Jh.)
- Chiesa San Leopoldo – Pfarrkirche im klassizistischen Stil, dem heiligen Leopold geweiht.
- „Le spiaggie bianche“ – So heißen die Strände in Vada und werden auch „Die Karibik Italiens“ genannt. Sie sind durch die jahrzehntelange illegale Entsorgung unter anderem der giftigen Chemikalie Quecksilber aus einer nahegelegenen Sodafabrik ausgeblichen.[2] Erst vor wenigen Jahren wurde die Entsorgung durch die Kommune unterbunden.

### Castelnuovo della Misericordia
Castelnuovo della Misericordia ist ein kleines Dorf mit mittelalterlichem Stadtkern (857 zum ersten Mal erwähnt). Es liegt auf einem Hügel, von dem aus im Mittelalter die von Pisa in die Maremma führende Straße überwacht wurde. Den Beinamen Misericordia (Barmherzigkeit) erhielt der Ort im Jahre 1338, als durch ein Testament bestimmt wurde, die Jahreseinnahmen des Lehens für die Armen in Pisa und den Freikauf von Sklaven zu benutzen. Der Ort wurde 1846 durch ein Erdbeben zerstört und wieder errichtet. Castelnuovo besitzt eine Burg aus dem 13. Jahrhundert und die Pfarrkirche Santo Stefano (erbaut 1638 bis 1642).

### Gabbro
Der seit 1312 schriftlich bezeugte Ort Gabbro befindet sich an der Stelle einer etruskisch-römischen Siedlung. Er liegt auf ca. 200 m Höhe an den Hängen der Colli Livornesi. Nach dem Ort ist das Magmagestein Gabbro benannt. Die barocke Kirche S. Michele Arcangelo stammt aus dem 18. Jh.

### Nibbiaia
Der kleine, auf 275 m ü. M. gelegene Ort Nibbiaia wurde am Anfang des 19. Jhs. gegründet. Die Pfarrkirche San Giuseppe wurde im Jahr 1835 gebaut.

## Regelmäßige Veranstaltungen
- Festival di Castiglioncello, Sommerfestival mit nationalen und internationalen Tanzproduktionen
- Festa del Pesce (Fischfest) in Caletta, Castiglioncello (2. Sonntag im Juni)
- Vadasullaia, Dorffest in Vada (letzter Sonntag im Juni)
- La Cacciuccata in Rosignano Solvay, Fest rund um den Cacciucco (18. – 19. Juli)
- Dorffest in Vada (Montag nach Ferragosto (15. Juli))
- Stadtfest in Rosignano Marittimo (10. September)
- Dorffest in Gabbro (30. September)
- Stadtfest in Rosignano Solvay (1. – 4. Oktober)
- Dorffest in Nebbiaia (2. Sonntag im Oktober)
- Dorffest in Castelnuovo della Misericordia (3. Sonntag im Oktober)

## Städtepartnerschaften
Rosignano Marittimo unterhält mit folgenden Städten Städtepartnerschaften:
- Pardubice, Tschechien
- Champigny-sur-Marne, Frankreich
- Musselburgh, Vereinigtes Königreich

## Persönlichkeiten
- Ottavio Pratesi (1889–1977), Radrennfahrer
- Alfio Contini (1927–2020), Kameramann
- Nada Malanima (* 1953), Pop-Sängerin Nada
- Alberto Mastromarino (1963–2025), Opernsänger
- Michele Monti (1970–2018), Judoka